# Carmencita (film)
Carmencita je americký němý film z roku 1894. Režisérem a producentem je William Kennedy Dickson (1860–1935). Natáčení probíhalo mezi 10. a 16. březnem 1894 ve studiu Černá Marie pomocí Edisonova kinetoskopu. Film trvá necelou půlminutu a zobrazuje španělskou tanečnici Carmencitu (1868–1910) poskakovat. Podle některých historiků se jedná o první americký film, na kterém je žena.
Carmencita se dostala do USA teprve v roce 1889. Některé její pohyby na snímku byly označeny za urážlivé a vyvolaly diskuse o filmové cenzuře. Dnes je film  volným dílem.
Na Internet Movie Database (IMDb) má film indexový kód tt0000001. Nejde však o nejstarší film uvedený na webu. 